# 文祖街道
文祖街道，是中华人民共和国山東省济南市章丘区下辖的一个乡镇级行政单位。

## 行政区划
文祖街道下辖以下地区：
文祖东村、文祖南村、文祖北村、甘泉村、马家峪村、分水岭村、三德范东村、三德范西村、三德范南村、三德范北村、三元村、长水村、东窑头村、西窑头村、东王黑村、西王黑村、水河村、大寨村、青野村、黑峪村、东田广村、西田广村、三槐树村、石子口村、东张村、郭家庄村、朱公泉村、石斑鸠村、双龙村、黄露泉村、鹁鸽崖村和水龙洞村。